# Dobór różnicujący
Dobór różnicujący (dobór rozdzielający, dobór rozrywający, selekcja rozrywająca, dobór rozrzutowy, dobór apostatyczny) – mechanizm ewolucji biologicznej. Polega na eliminowaniu osobników o średniej wartości danej cechy a tym samym premiowaniu osobników o cechach skrajnych. Zachodzi w niejednorodnym środowisku. Utrzymuje zróżnicowanie genetyczne. Może prowadzić do specjacji.
Dobór rozrywający jest określany jako zależny od częstości i preferuje rzadko spotykane fenotypy.

sytuacja wyjściowa...
...i po czasie, gdzie X to zmienność fenotypowa a Y to liczebność osobników przejawiających dany fenotyp

Za przykład może posłużyć Acmea digitalis. Jako że żyje wśród jasnych wąsonogów lub na ciemnych skałach eliminowane są osobniki inne niż czarne i białe. Podział może następować na więcej niż dwie grupy. Dzieje się tak w przypadku Papilio dardanus, u którego zachodzi mimikra do trzech różnych motyli niejadalnych.